# Lago Radoniq
El lago Radoniq (en albanés: Liqeni i Radoniqit; en serbio: Радоњићко језеро, Radonjićko jezero) es un lago en el territorio disputado de Kosovo que Serbia reclama como propio. Se trata del segundo lago más grande en Kosovo con 5,06 km² después del lago Gazivoda que posee 9,2 km². Tiene una longitud de unos 5 km, un ancho de 2,2 kilómetros, una profundidad máxima de 30 metros.
El lago es conocido por la llamada masacre del lago Radonjic, donde se produjo el asesinato en masa de al menos 34 serbios y albaneses de Kosovo por parte del Ejército de Liberación de Kosovo (ELK ) y extremistas albaneses, en los tiempos de la República Federativa de Yugoslavia el 9 de septiembre de 1998. La masacre tuvo lugar durante la guerra de Kosovo.